# Erik Altemus
Erik Altemus (San Francisco, 25 febbraio 1987) è un attore statunitense.
È noto soprattutto come interprete di musical, tra cui The Fantasticks (Off Broadway, 2007), Annie (St. Louise, 2009), Pippin (Broadway, 2012-2014; tour statunitense, 2015) e The Rocky Horror Show (2015).
È omosessuale dichiarato.